# William Cowper (orvos)
William Cowper (Alresford, 1666 – 1709. március 8.) angol orvos, kitűnő sebész és anatómus. Ő írta le először a nevéről nevezett Cowper-mirigyeket.
Főműve az 1694-ben megjelent Myotomia reformata or a new administration of all the muscles of the human body, melyet önmaga készítette kitűnő rajzokkal illusztrált.